# Liu Qingyun
Liu Qingyun, född 1841, död 1916, var en kinesisk författare.
Hon var dotter till den rike köpmannen Liu Yuntang och gifte sig med den rike köpmannen Qian Meipo. Hon var väl utbildad genom hemundervisning. Hon skrev ett stort antal pjäser, som slutligen publicerades år 1900 och blivit omtalade för vad som tolkats som samhällskritik. 